# 打越光隆
打越 光隆（うていち みつたか）は、戦国時代から江戸時代初期の武将。「由利十二頭」のひとり。

## 経歴・人物
はじめ最上義光に属しており、出羽由利郡内越に住して1250石を領していた。慶長5年（1600年）の慶長出羽合戦にて義光に従い上杉家を撃退。戦後徳川家康に拝謁し以後徳川家に仕える。関ヶ原の戦いの功により、慶長7年（1602年）に750石を加増されて3000石を領することとなり、常陸行方郡新宮へ転封となる。のちに由利郡矢島に移り、秀忠に仕え寄合を勤めた。
元和9年（1623年）、光隆は常陸国行方郡にある長岡寺の八世即殿分廣和尚と誼を通じ、その弟子の白峰廣椿和尚を伴って矢嶋へ移り龍源寺を建立したとされる。そのため実際の没年は1623年以降とする説もある。しかし、一級史料である天下僧録牒には龍源寺の開基檀越として子の打越光久の名前が記録されており、寛政重修諸家譜（巻二百五）のとおり慶長14年（1609年）の没年と考えるのが自然である。
家督は嫡子の光久が継ぐが、光久に嫡子なく宗家は寛永12年(1635年)に改易となった。